# Speaking in Tongues (Bizzy Bone)
Speaking in Tongues è il quinto album in studio da solista del rapper statunitense Bizzy Bone, pubblicato nel 2005.

## Tracce
1. What U See
2. T.T.
3. Bald Head Horse Man
4. Seeing Things
5. BB Da Thug
6. Beauty (You Just a Rose)
7. Carry My Baby
8. Hold Me Down (w/ Bambino)
9. He Told Me (w/ Kahnma)
10. Represent Da One
11. Less Fame
12. Shake Ya Stick
13. All Good